# The Handy Man
Pour les articles homonymes, voir The Handy Man (film, 1923) et Handy.
Pour plus de détails, voir Fiche technique et Distribution.
The Handy Man est un court métrage américain muet en noir et blanc réalisé par Charley Chase et sorti en 1918.

## Fiche technique
- Réalisation : Charley Chase
- Production : King Bee Studios
- Producteur : Louis Burstein
- Format : Muet, noir et blanc
- Genre : Comédie
- Durée : 2 bobines
- Date de sortie : 1er mai 1918

## Distribution
- Billy West
- Leatrice Joy
- Oliver Hardy (crédité sous le nom de Babe Hardy)
- Ethel Marie Burton
- Leo White
- Joe Bordeaux

## Réception
Comme beaucoup de films de cette époque, The Handy Man a fait l'objet de coupes de la part du bureau de la censure.